# Supercopa kuwaitiana de futbol
La Supercopa kuwaitiana de futbol és una competició de futbol a Kuwait organitzada per la Kuwait Football Association. La primera edició es va celebrar el 2008.
Enfronta el campió de lliga amb el campió de la Copa Emir o la Copa Príncep de la Corona.

## Historial
Font:
| Any  | Campió de Lliga | Resultat    | Campió de Copa | Estadi                                              |
| ---- | --------------- | ----------- | -------------- | --------------------------------------------------- |
| 2008 | Kuwait SC       | 0–1         | Al-Arabi SC    | Mohammed Al-Hamad Stadium, Hawally, Kuwait          |
| 2009 | Qadsia SC       | 4–1         | Kuwait SC      | Mohammed Al-Hamad Stadium, Hawally, Kuwait          |
| 2010 | Qadsia SC       | 1–3         | Kuwait SC      | Al Kuwait Sports Club Stadium, Kaifan               |
| 2011 | Qadsia SC       | 1–0         | Kazma SC       | Sabah Al-Salem Stadium, Mansūriya                   |
| 2012 | Qadsia SC*      | 1–2         | Al-Arabi SC#   | Al Kuwait Sports Club Stadium, Kaifan               |
| 2013 | Kuwait SC       | 1–3         | Qadsia SC      | Ali Sabah Al-Salem Stadium, Al Farwaniyah           |
| 2014 | Qadsia SC       | 3–2         | Kuwait SC      | Ali Sabah Al-Salem Stadium, Al Farwaniyah           |
| 2015 | Kuwait SC       | 3–1         | Qadsia SC      | Ali Sabah Al-Salem Stadium, Al Farwaniyah           |
| 2016 | Qadsia SC       | 2–2 (2–3 p) | Kuwait SC      | Jaber Al-Ahmad International Stadium, Al Farwaniyah |
| 2017 | Kuwait SC^      | 0–0 (5–4 p) | Qadsia SC~     | Jaber Al-Ahmad International Stadium, Al Farwaniyah |
| 2018 | Kuwait SC*      | 1–2         | Qadsia SC#     | Jaber Al-Ahmad International Stadium, Al Farwaniyah |
| 2019 | Kuwait SC*      | 0–1         | Qadsia SC      | Jaber Al-Ahmad International Stadium, Al Farwaniyah |
| 2020 | Kuwait SC       | 1–0         | Al-Arabi SC    | Jaber Al-Ahmad International Stadium, Al Farwaniyah |

Notes
- ^ Campions de lliga, Copa Emir i Copa Príncep de la Corona.
- * Campions de lliga i Copa Emir.
- # Campions de Copa Príncep de la Corona.
- ~ Finalista de lliga.